# Morton (Minnesota)
Morton es una ciudad ubicada en el condado de Renville en el estado estadounidense de Minnesota. En el censo de 2010 tenía una población de 411 habitantes y una densidad poblacional de 129,54 personas por km².

## Geografía
Morton se encuentra ubicada en las coordenadas 44°33′16″N 94°59′5″O / 44.55444, -94.98472. Según la Oficina del Censo de los Estados Unidos, Morton tiene una superficie total de 3.17 km², de la cual 3.14 km² corresponden a tierra firme y (0.98%) 0.03 km² es agua.

## Demografía
Según el censo de 2010, había 411 personas residiendo en Morton. La densidad de población era de 129,54 hab./km². De los 411 habitantes, Morton estaba compuesto por el 86.37% blancos, el 0% eran afroamericanos, el 8.03% eran amerindios, el 0.97% eran asiáticos, el 0% eran isleños del Pacífico, el 0.97% eran de otras razas y el 3.65% pertenecían a dos o más razas. Del total de la población el 2.92% eran hispanos o latinos de cualquier raza.